# Bundesstraße 9
Pour les articles homonymes, voir B9 et Route B9.
La Bundesstraße 9 (abrégé en B 9) est une Bundesstraße reliant la frontière néerlandaise, près de Kranenburg, à la frontière française (RD 468, ex-RN 68), près de Scheibenhardt, en passant par Cologne, Coblence et Mayence.

## Localités traversées
- Kranenburg
- Clèves
- Goch
- Kevelaer
- Gueldre
- Kerken
- Krefeld
- Neuss
- Dormagen
- Cologne
- Bonn
- Bad Godesberg
- Remagen
- Sinzig
- Brohl-Lützing
- Andernach
- Coblence
- Boppard
- Sankt Goar
- Oberwesel
- Bacharach
- Bingen
- Mayence
- Nierstein
- Oppenheim
- Worms
- Ludwigshafen
- Spire
- Wörth am Rhein
- Scheibenhardt